# Mastigolejeunea contorta
Mastigolejeunea contorta là một loài Rêu trong họ Lejeuneaceae. Loài này được (Göpp. & Berendt) Gradst. & Grolle mô tả khoa học đầu tiên năm 2004.